# Castlelyons
Castlelyons (irl. Caisleán Ó Liatháin) – mała wioska, leżąca we wschodniej części hrabstwa Cork w Irlandii.
Katolicka parafia Castlelyons składa się z trzech głównych dzielnic – Coolagown, Britway i Castlelyons/Bridesbridge. Trzy czwarte jej powierzchni rozciąga się wzdłuż rzeki Bride.